# Janzophion saxis
Janzophion saxis là một loài tò vò trong họ Ichneumonidae.